# بيت الكبش (الحيمة الداخلية)

تعديل مصدري - تعديل

بيت الكبش هي إحدى قرى عزلة الأحبوب بمديرية الحيمة الداخلية التابعة لمحافظة صنعاء، بلغ تعداد سكانها 477 نسمة حسب تعداد اليمن لعام 2004.